# Danh sách chương trình âm nhạc Đài Loan

## Channel V

### V Power Cường Đả Tú (V Power 強打秀)
- Just Dance (Tôi Yêu Hắc Sáp Bổng Bổng Đường) (我愛黑澀棒棒堂之舞力全開)
- Top 20 (Âm nhạc Tiêu bảng)
- Tựu Thị Ái JK (就是愛JK)
- Âm nhạc Giá Cá Tán (音樂這個讚)
- Fashion In HOUSE (流行 in HOUSE)
- Tôi Yêu Hắc Sáp Bổng Bổng Đường (我愛黑澀棒棒堂 Blackie Lollipop)

### Chương trình tạp kỹ Hàn Quốc
- Lão Yêu Đích Bạn Loạn Thời Đại (老么的叛亂時代)
- Invincible Youth
- Dạ Hành Tinh (夜行星 Lifecode)
- Let's Go! Dream Team (出發吧夢之隊！)
- Idol Show
- Inkigayo
- Music Bank
- Music Bank Top精選

## Kênh âm nhạc MTV
- Làn gió Âm nhạc Nhật-Hàn (日韓音樂瘋)
- Giải trí Số 1 (壹級娛樂)
- MTV世界舞台
- 西洋美樂地
- MTV NEWS
- ZE:A帝國之子出道記
- MTV Class Up